# Paul Hazard
Paul Gustave Marie Camille Hazard (n. 30 august 1878 - d. 13 aprilie 1944) a fost un istoric literar francez.
A fost un promotor al literaturii comparate.

## Scrieri
- 1913: Giacomo Leopardi
- 1925: Lamartine
- 1927: Viața lui Stendhal ("La vie de Stendhal")
- 1935/1940: Criza conștiinței europene ("La Crise de la conscience européenne")
- 1946/1948: Gândirea europeană în secolul al XVIII-lea ("La Pensée européenne au XVIIIème siècle").

Împreună cu Joseph Bédier a publicat Histoire de la littérature française illustré (1923/1924, Istoria literaturii franceze ilustrate), iar împreună cu Fernand Baldensperger a întemeiat Revue de la littérature comparée.